# Superprestige 2012-2013
La Superprestige 2012-2013, trentunesima edizione della competizione, si svolse tra il 7 ottobre 2012 e il 16 febbraio 2013.

## Uomini Elite

### Risultati
| # | Data        | Città        | Evento                            | Vincitore        | Leader della Cl. mondiale |
| - | ----------- | ------------ | --------------------------------- | ---------------- | ------------------------- |
| 1 | 7 ottobre   | Ruddervoorde | Cyclocross Ruddervoorde           | Sven Nys         | Sven Nys                  |
| 2 | 4 novembre  | Zonhoven     | Cyclocross Zonhoven               | Sven Nys         | Sven Nys                  |
| 3 | 11 novembre | Hamme-Zogge  | Bollekescross                     | Sven Nys         | Sven Nys                  |
| 4 | 18 novembre | Gavere       | Cyclocross Gavere                 | Sven Nys         | Sven Nys                  |
| 5 | 25 novembre | Gieten       | Internationale Veldrit van Gieten | Klaas Vantornout | Sven Nys                  |
| 6 | 30 dicembre | Diegem       | Int. Vlaamse-Veldrit-Diegem       | Niels Albert     | Sven Nys                  |
| 7 | 10 febbraio | Hoogstraten  | Vlaamse Aardbeiencross            | Sven Nys         | Sven Nys                  |
| 8 | 16 febbraio | Middelkerke  | Noordzeecross                     | Klaas Vantornout | Sven Nys                  |

### Classifica generale
| Pos. | Corridore        | Punti |
| ---- | ---------------- | ----- |
| 1    | Sven Nys         | 109   |
| 2    | Niels Albert     | 102   |
| 3    | Klaas Vantornout | 99    |
| 4    | Kevin Pauwels    | 90    |
| 5    | Rob Peeters      | 75    |

## Donne Elite

### Risultati
| # | Data        | Città        | Evento                            | Vincitore         |
| - | ----------- | ------------ | --------------------------------- | ----------------- |
| 1 | 7 ottobre   | Ruddervoorde | Cyclocross Ruddervoorde           | Nikki Harris      |
| 2 | 4 novembre  | Zonhoven     | Cyclocross Zonhoven               | Sanne Cant        |
| 3 | 11 novembre | Hamme-Zogge  | Bollekescross                     | Sanne van Paassen |
| 4 | 18 novembre | Gavere       | Cyclocross Gavere                 | Nikki Harris      |
| 5 | 25 novembre | Gieten       | Internationale Veldrit van Gieten | Helen Wyman       |
| 6 | 30 dicembre | Diegem       | Int. Vlaamse-Veldrit-Diegem       | Katerina Nash     |
| 7 | 10 febbraio | Hoogstraten  | Vlaamse Aardbeiencross            | Sanne Cant        |
| 8 | 16 febbraio | Middelkerke  | Noordzeecross                     | Sanne Cant        |

## Uomini Under-23

### Risultati
| # | Data        | Città        | Evento                            | Vincitore              | Leader della Cl. mondiale |
| - | ----------- | ------------ | --------------------------------- | ---------------------- | ------------------------- |
| 1 | 7 ottobre   | Ruddervoorde | Cyclocross Ruddervoorde           | Mike Teunissen         | Mike Teunissen            |
| 2 | 4 novembre  | Zonhoven     | Cyclocross Zonhoven               | Wout Van Aert          | Jens Adams                |
| 3 | 11 novembre | Hamme-Zogge  | Bollekescross                     | David van der Poel     | Mike Teunissen            |
| 4 | 18 novembre | Gavere       | Cyclocross Gavere                 | Wout Van Aert          | Wout Van Aert             |
| 5 | 25 novembre | Gieten       | Internationale Veldrit van Gieten | Wout Van Aert          | Wout Van Aert             |
| 6 | 30 dicembre | Diegem       | Int. Vlaamse-Veldrit-Diegem       | Mike Teunissen         | Wout Van Aert             |
| 7 | 10 febbraio | Hoogstraten  | Vlaamse Aardbeiencross            | Wietse Bosmans         | Wout Van Aert             |
| 8 | 16 febbraio | Middelkerke  | Noordzeecross                     | Michael Vanthourenhout | Wout Van Aert             |

### Classifica generale
| Pos. | Corridore         | Punti |
| ---- | ----------------- | ----- |
| 1    | Wout Van Aert     | 94    |
| 2    | Jens Adams        | 84    |
| 3    | Gianni Vermeersch | 79    |
| 4    | Wietse Bosmans    | 73    |
| 5    | Mike Teunissen    | 65    |

## Uomini Juniors

### Risultati
| # | Data        | Città        | Evento                            | Vincitore            | Leader della Cl. mondiale |
| - | ----------- | ------------ | --------------------------------- | -------------------- | ------------------------- |
| 1 | 7 ottobre   | Ruddervoorde | Cyclocross Ruddervoorde           | Mathieu van der Poel | Mathieu van der Poel      |
| 2 | 4 novembre  | Zonhoven     | Cyclocross Zonhoven               | Mathieu van der Poel | Mathieu van der Poel      |
| 3 | 11 novembre | Hamme-Zogge  | Bollekescross                     | Mathieu van der Poel | Mathieu van der Poel      |
| 4 | 18 novembre | Gavere       | Cyclocross Gavere                 | Mathieu van der Poel | Mathieu van der Poel      |
| 5 | 25 novembre | Gieten       | Internationale Veldrit van Gieten | Mathieu van der Poel | Mathieu van der Poel      |
| 6 | 30 dicembre | Diegem       | Int. Vlaamse-Veldrit-Diegem       | Mathieu van der Poel | Mathieu van der Poel      |
| 7 | 10 febbraio | Hoogstraten  | Vlaamse Aardbeiencross            | Mathieu van der Poel | Mathieu van der Poel      |
| 8 | 16 febbraio | Middelkerke  | Noordzeecross                     | Mathieu van der Poel | Mathieu van der Poel      |

### Classifica generale
| Pos. | Corridore            | Punti |
| ---- | -------------------- | ----- |
| 1    | Mathieu van der Poel | 105   |
| 2    | Quinten Hermans      | 88    |
| 3    | Martijn Budding      | 85    |
| 4    | Ben Boets            | 81    |
| 5    | Nicolas Cleppe       | 71    |